# Conistra purpurea
Conistra purpurea är en fjärilsart som beskrevs av Alfred Ernest Wileman 1911. Conistra purpurea ingår i släktet Conistra och familjen nattflyn. Inga underarter finns listade i Catalogue of Life.